# Salomon
Kong Salomo(n) (hebraisk: שְׁלֹמֹה, (Shelomo eller Shlomo) arabisk: سليمان, (Sulayman)) beskrives i mellemøstlige skrifter som en klog hersker over et imperium centreret om Israel. Han fødtes i Jerusalem omkring 1000 f.Kr. og regerede Israel fra omkring 970 f.Kr. til 928 f.Kr. Ifølge den bibelske kronologi var hans regeringstid 1037 f.Kr. – 998 f.Kr. Hans navn betyder fred.
Skrifterne siger, at Salomon var søn af kong David. Han kaldes også Jedidiah i Tanakh (Det gamle testamente) og beskrives som den tredje konge af det forenede monarki og den sidste konge, før imperiet blev delt i Israel og Judæa.
Bibelen fortæller, at Salomon stod bag byggeriet af templet i Jerusalem, og at han besad stor visdom, rigdom og magt. Han er genstand for mange legender. De fortæller, at Salomon var en så god og retfærdig konge; tillægsordet salomonisk betyder "vis og retfærdig".

## Historisk person
Der er ikke fundet beviser for, at der findes en historisk Salomon. Der er dog fundet inskriptioner, og udgravningerne fortsætter.

## Navnet Salomon
Navnet Salomon, på hebraisk Shlomo, kan oversættes til fredfuld, hel og fremgangsrig. I Bibelen giver Gud Salomon navnet Jedidiah, der betyder ven af Gud eller elsket af Gud. Nogle har ment, at Salomo er et navn, han enten tog, da han besteg tronen, eller som han fik ved sin død.
Han er en af de få i Bibelen, der ikke beholder det navn, han har fået af Gud.

## Bibelens Salomon
Salomon var kong Davids 11. søn. Hans moder var Bathsheba. Ifølge Bibelen gjorde David ham til tronarving i stedet for sin førstefødte søn Adonijah.
Salomon blev kronet før Davids død, fordi Adonijah efterstræbte tronen. Salomon tilgav ham det, men da han igen forsøgte at få tronen ved at forsøge at gifte sig med den jomfru, der skulle holde David varm, fik Salomon ham henrettet.
Det hedder, at Salomon omgav sig med storslået luksus, og at hans regering var vellykket. Han indgik en alliance med Hiram den første, kongen af Tyrus, der hjalp ham med mange af hans projekter. Han skal også have færdiggjort et tempel, der skulle rumme Pagtens Ark i Jerusalem. David skal have påbegyndt byggeriet. Det blev gjort færdigt med materialer sendt fra kong Hiram.
Efter at templet var færdigt, skal Salomon have rejst mange andre vigtige bygninger i Jerusalem. Han skal have bygget det kongelige palads på Ophel, samt vandforsyning og forsvarsværker. Hverken af paladset eller templet er der fundet rester ved arkæologiske udgravninger.
Ifølge Bibelen nød Israel stor økonomisk fremgang under Salomons styre, og der var udbredt handel med Tyrus, Egypten og Arabien samt over vandet med Spanien, Ophir og det sydlige Indien.

## Salomon i jødedommen
Kong Salomon er en af de centrale bibelske figurer i den jødiske religion og har stadig religiøse, nationale og politiske aspekter, fordi han byggede det første tempel i Jerusalem og var den sidste regent af det forenede jødiske rige Israel, før det blev genetableret i moderne tid som staten Israel.
Ifølge den jødiske tradition har Salomo skrevet tre af Biblens bøger:
- Ordsprogenes Bog (Mishlei), en samling fabler og visdom om livet
- Prædikerens Bog (Kohelet), en bog om filosofi
- Højsangen (Shir ha-Shirim), en fortælling om erotisk kærlighed

## Salomon iislam
Salomon optræder også i koranen, hvor han kaldes سليمان, Sulayman, Suleiman eller Sulaimaan. Koranen fortæller, at han er søn af David (arabisk: Dawud), og at han var profet og en stor hersker, som Gud havde tildelt stor visdom. Ud over mennesker havde han også djinn, ånder i sin magt, og han kunne forstå fugle og myrers sprog. Han skulle også have haft kontrol med vinden.
Da Salomon skulle dø, rejste han sig og bad, støttet til sin stok. Han døde stående, og Gud lod ham stå oprejst i døden, så hans djinner troede, at han stadig levede, til Gud fik en termit til at svække stokken, så hans krop faldt.

## Salomon og Marcolfus
Fra 1300-tallets Tyskland kender man historien om Salman und Morolf. I 1486 kom der en udgave på latin trykt i Slesvig by. Efterhånden dukkede der også oversættelser op på engelsk, nederlandsk og italiensk. Luther tog i en af sine bordtaler udgangspunkt i en Marcolfus-historie. Den ældste bevarede udgave på dansk er fra 1699, men allerede i middelalderen var bonden Marcolfus' plumpe humor meget yndet, i kontrast til kong Salomons visdom. Fx siger kongen: "Fire elementer holder verden ved magt." Marcolfus svarer: "Fire stolper holder et skidehus." Kong Salomon: "Af hjertens grund taler menneskets mund." Marcolfus svarer: ""Af bugsens fyldelse taler menneskets røv."